# Far East Movement
Far East Movement (skrót FM) – amerykański zespół muzyczny grający muzykę z pogranicza hip-hopu i muzyki elektronicznej. Założony w 2003 r. w Los Angeles, w Kalifornii. W skład formacji wchodzą: Kev Nish (Kevin Nishimura), Prohgress (James Roh), J-Splif (Jae Choung), DJ Virman (Virman Coquia). Ich piosenka Like a G6 dotarła do 1. miejsca Billboard Hot 100.

## Dyskografia
Albumy
- 2006 – Folk Music
- 2009 – Animal
- 2010 – Free Wired
- 2012 – Dirty Bass
- 2016 – Identity